# Jorge García Torre
Jorge García Torre (ur. 13 stycznia 1984 w Gijón) – hiszpański piłkarz występujący na pozycji obrońcy w Rayo Majadahonda.